# Іванівка (Сарненський район)
Іва́нівка (до 1940-х років — Янівка) — село в Україні, у Сарненській міській громаді Сарненського району Рівненської області. Відповідно до Розпорядження Кабінету Міністрів України від 12 червня 2020 року № 722-р «Про визначення адміністративних центрів та затвердження територій територіальних громад Рівненської області» увійшло до складу Сарненської міської громади.Населення становить 435 осіб.
Село належить до 3 зони радіоактивного забруднення.

## Географія
Селом пролягає автошлях М07.

## Населення
За переписом населення 2001 року в селі мешкало 414 осіб.

### Мова
Розподіл населення за рідною мовою за даними перепису 2001 року:
| Мова       | Кількість | Відсоток |
| ---------- | --------- | -------- |
| українська | 432       | 99.31%   |
| російська  | 3         | 0.69%    |
| Усього     | 435       | 100%     |